# À propos du Petit Chaperon rouge
Pour plus de détails, voir Fiche technique et Distribution.
À propos du Petit Chaperon rouge (en russe : Про Красную Шапочку) est un téléfilm musical soviétique en deux parties réalisé par Leonid Netchaïev et sorti en 1977,,. Le film est produit par les studios Belarusfilm.

## Synopsis
L'histoire se passe un an après l'histoire connue du Petit Chaperon rouge. Le loup qui avait voulu tuer le Petit Chaperon rouge avait été tué l'an passé. Sa famille, quant à elle, voulut prendre sa revanche sur le Petit Chaperon rouge, et essaya de l'attirer dans des pièges, et en lui racontant que sa mère-grand est de nouveau malade. Cependant, le Petit Chaperon échappe à chaque fois aux pièges. Un jour, elle rencontre un petit paysan qui, quelques instants plus tôt, avait conspiré avec les loups. Frustrée par cette nouvelle, elle décide d'aller voir les loups, non sans avoir échangé ses vêtements avec le petit paysan. Ainsi, elle peut découvrir leurs véritables intentions.

## Fiche technique
- Réalisation : Leonid Netchaïev
- Scénario : Inna Vetkina (ru) d'après le conte de Charles Perrault
- Musique originale : Alexeï Rybnikov
- Musique : Orchestre symphonique d'État de l'URSS pour l'art cinématographique
- Chef d'orchestre : Konstantin Krimets (ru)
- Textes des chansons : Youli Kim
- Photographie : Youri Yelkhov (ru)
- Direction artistique : Igor Topiline
- Costumes : Ludmila Gorokhova
- Son : Igor Aksenenko
- Montage : Vera Koliadenko
- Société de production : Belarusfilm
- Pays :  Union soviétique
- Langue : russe
- Format : Couleur
- Durée : 125 min
- Date de sortie : 1977

## Distribution
- Igor Sorokine : le petit paysan
- Rina Zelionaïa : la grand-mère
- Vladimir Bassov : le grand loup
- Yana Poplavskaya : le Petit Chaperon rouge
- Nikolaï Trofimov : le gros loup
- Galina Voltchek : la mère louve
- Dima Iosifov : le petit loup
- Rolan Bykov : le chasseur peureux
- Evgueni Evstigneïev : l'astronome
- Youri Belov : le grand-père
- Maria Barabanova : première vieille femme maléfique
- Stefania Staniouta : deuxième vieille femme maléfique
- Maria Vinogradova : troisième vieille femme maléfique